# NGC 5583
NGC 5583 (również PGC 51313 lub UGC 9196) – galaktyka spiralna (S), znajdująca się w gwiazdozbiorze Wolarza. Odkrył ją Lewis A. Swift 4 czerwca 1886 roku.